# Manny Pacquiao
Manny Pacquiao, de son vrai nom Emmanuel Dapidran Pacquiao, né le 17 décembre 1978 à Bukidnon (île de Mindanao, Philippines), est un boxeur et homme politique philippin.
Entraîné par Freddie Roach, il est, avec Oscar de la Hoya, l'un des deux seuls boxeur de l’histoire à avoir détenu des titres mondiaux majeurs (WBA, WBC, IBF ou WBO) dans 6 catégories différentes des poids mouches jusqu'aux poids super-welters (Oscar de la Hoya étant le premier à avoir établi le record en détenant les titres mondiaux des poids super-plumes aux poids moyens). Considéré comme le meilleur boxeur du monde toutes catégories confondues à la fin des années 2000, il a été nommé trois fois boxeur de l'année et boxeur de la décennie 2000-2009.
Le 20 juillet 2019, il devient le plus vieux champion des welters de l'histoire grâce à sa victoire sur Keith Thurman, à 40 ans et 215 jours. Le 1er janvier 2020, il bat un nouveau record en devenant le premier boxeur à avoir été champion du monde sur quatre décennies différentes (1990, 2000, 2010 et 2020).
En dehors de la boxe, Pacquiao est ponctuellement acteur et chanteur. Il a été élu député de la province de Sarangani lors des élections législatives des Philippines en 2010, promettant d'être « plus efficace en politique qu'il ne l'est sur le ring ». Il est réélu en 2013 pour un second mandat. Il est ensuite candidat à l'élection présidentielle philippine de 2022, où il termine troisième.

## Biographie
Manny Pacquiao vit son enfance dans une situation d’extrême pauvreté. Sa famille habite dans une maison en bambou qui menaçait de s’écrouler. Il est le quatrième enfant d'une fratrie de six. Ses parents sont Rosalio Pacquiao et Dionisia Dapidran-Pacquiao.
Il quitte l'école à l'age de 14 ans pour travailler. Adolescent, il consomme de la drogue, comme la marijuana et la méthamphétamine.
Il se marie le 10 mai 1999 à Jinkee Jamora, ils ont cinq enfants : Jimuel, Michael, Mary, Queenie, et Israel.
Réserviste dans l'Armée philippine depuis 2006, son élection en tant que député de Sanrangani lui vaut une promotion au rang de lieutenant-colonel en septembre 2011, puis colonel en 2017.

## Carrière sportive

### Parcours amateur
À 14 ans, Pacquiao débute la boxe amateur à Manille, capitale de son pays natal. Il participe au championnat national des Philippines. Son palmarès en amateur est de 60 victoires pour 4 défaites.

### Débuts professionnels
Le 25 janvier 1995, Pacquiao combat pour la première fois en tant que professionnel, à l'âge de 16 ans. Il combat à 11 reprises pour autant de victoires en 1995, avant de connaitre sa première défaite, par KO au 3e round, le 9 février 1996 contre Rustico Torrecampo. Pacquiao, trop léger pour la catégorie mi-mouches, était contraint de boxer avec des gants plus lourds.

### Poids mouches
Le 27 avril 1996, Pacquiao combat pour la première fois en poids mouches. Il enchaine 12 victoires, remportant la ceinture asiatique OPBF. Le 4 décembre 1998, il combat Chatchai Sasakul pour le titre de champion du monde WBC. Il l'emporte par KO au 8e round. Il défend ce titre face à Gabriel Mira en avril 1999, avant de le perdre contre Medgoen Singsurat en septembre de la même année, mis KO au 3e round par un coup au corps.

### Poids super-coqs
Éprouvant des difficultés pour se maintenir en poids mouches, il monte en catégorie super-coqs à l'issue de cette défaite. Il remporte la ceinture internationale WBC en décembre 1999 et la défend à 4 reprises. En juin 2001, il combat Lehlohonolo Ledwaba pour le titre de champion du monde IBF. Il envoie son adversaire trois fois au tapis et gagne son deuxième titre par KO au 6e round. Le combat de réunification des ceintures WBO et IBF contre Agapito Sanchez le 10 novembre 2001 se soldera par un match nul : le combat sera arrêté après que Sanchez, déjà sanctionné deux fois pour coup bas, a blessé Pacquiao à la suite d'un coup de tête. Pacquiao conserve trois fois sa ceinture IBF jusqu'en juillet 2003.

### Poids plumes

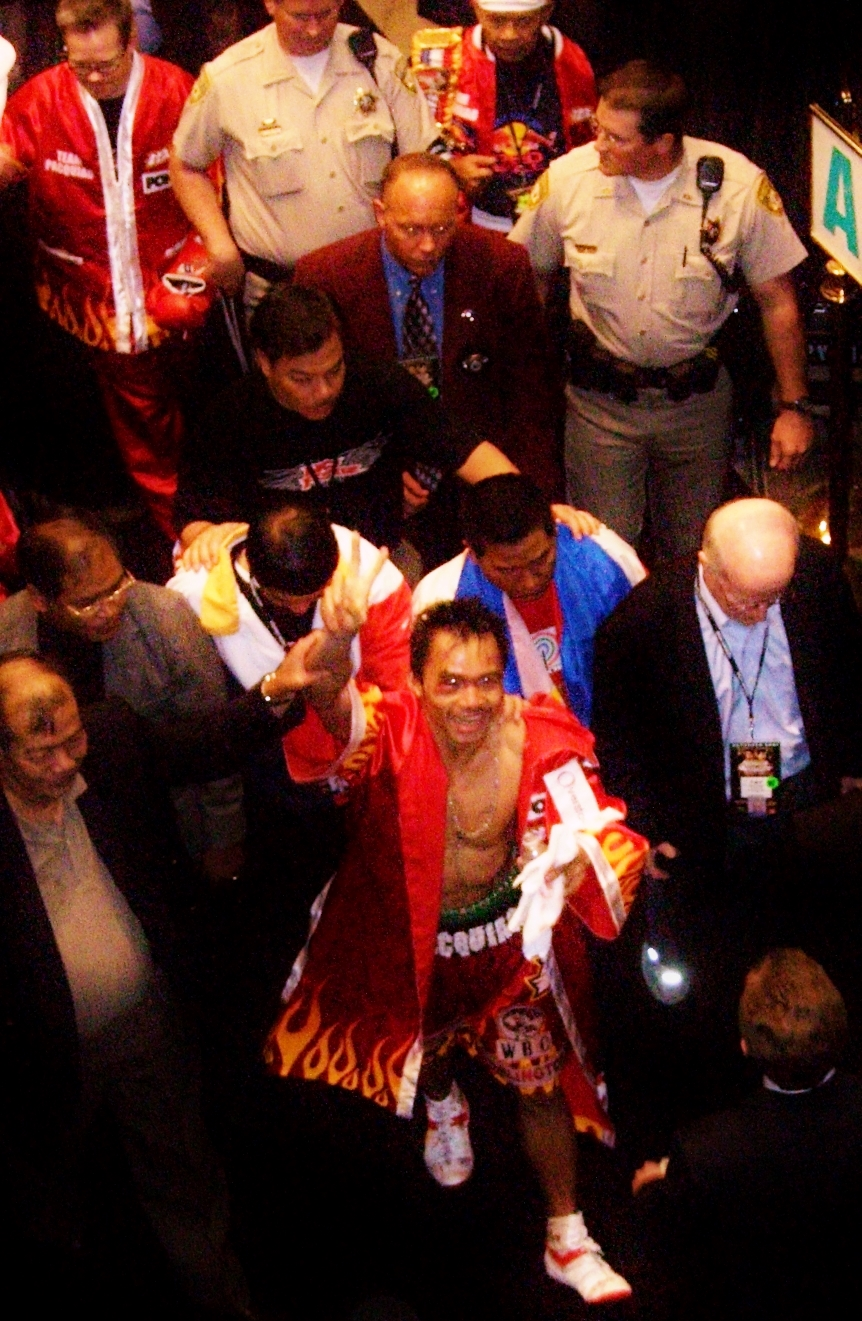
Pacquiao saluant la foule après sa défaite face à Erik Morales le 19 mars 2005.

Pacquiao change une nouvelle fois de catégorie et monte en poids plumes. Il affronte tout d'abord l'ancien champion du monde super-coqs Marco Antonio Barrera dans un combat sans titre en jeu. Barrera envoie Pacquiao à terre dans la première reprise, mais Manny envoie à son tour son adversaire à terre au 3e round, puis au 11e round. L'arbitre arrête Barrera durant ce même round. Pacquiao combat ensuite Juan Manuel Marquez pour les ceintures WBA et IBF le 8 mai 2004. Il envoie Marquez 3 fois à terre dans le premier round. Le combat ira pourtant à la limite, pour un match nul controversé. Pacquiao connait une nouvelle défaite contre Erik Morales le 19 mars 2005, à Las Vegas. Après avoir remporté la ceinture intercontinentale WBC, il remporte la revanche contre Morales en janvier 2006, mettant son adversaire en difficulté à plusieurs reprises, et l'envoyant à terre au 10e round, remportant le match par KO. Il défend sa ceinture intercontinentale 5 fois, battant notamment Erik Morales une nouvelle fois, par KO au 3e round, mais également l'invaincu Jorge Solis et une nouvelle fois Marco Antonio Barrera.
Le 15 mars 2008, Pacquiao affronte pour la 2e fois le mexicain Juan Manuel Márquez. Le combat est nommé Unfinished Business car si Pacquiao a mis à terre Marquez dans le 3e round, il l'emporte sur une décision très serrée et controversée.
À la suite de ce combat, il gagne le titre mondial WBC dans la catégorie des supers-plumes et devient ainsi le premier asiatique à gagner trois titres mondiaux majeurs dans 3 catégories différentes.

### Poids légers
Le 27 juin 2008, au Mandalay Bay Resort & Casino de Las Vegas, Pacquiao défait David Diaz au 9e round par KO et devient ainsi le champion mondial WBC des poids légers et donc dans une 4e catégorie de poids différente. Pacquiao décide après cette victoire d’abandonner son titre mondial des super-plumes pour garder celui des légers.

### Poids welters
Le 6 décembre 2008, Pacquiao combat Oscar de la Hoya au MGM grand de Las Vegas, dans un combat très attendu, qui génère un des plus hauts revenus jamais enregistré pour un combat de pay-per-view. Pacquiao rencontrera une bonne opposition durant les cinq premiers rounds mais prendra l'avantage par la suite, de la Hoya abandonnant après le 8e round, et mettant par la suite un terme à sa carrière. Pacquiao laissera vacant le titre des poids légers à l'issue de cette victoire.

### Poids super-légers

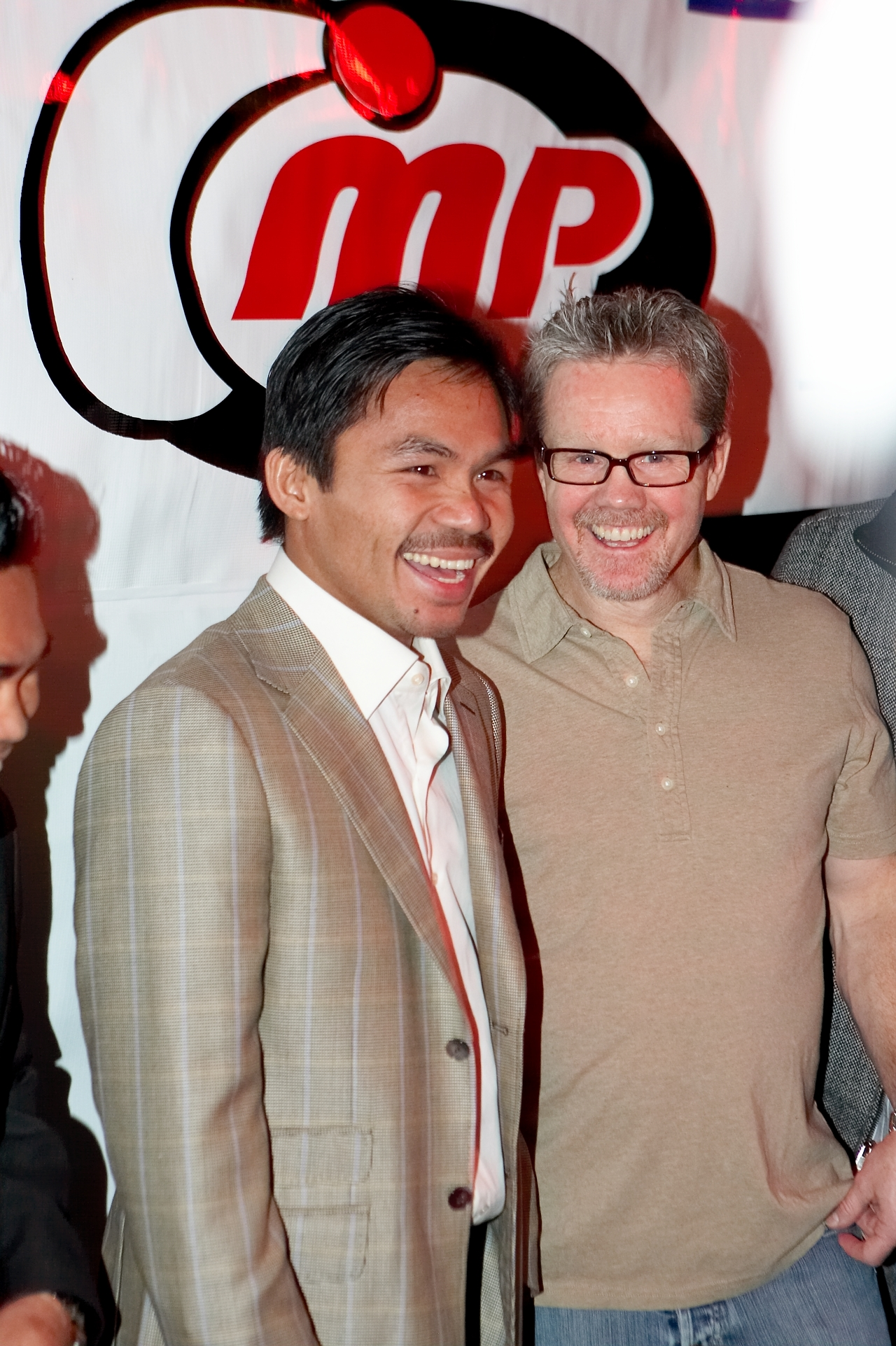
Manny Pacquiao et son entraîneur Freddie Roach.

Pacquiao descend en poids super-légers et le 2 mai 2009, il bat à Las Vegas le britannique Ricky Hatton par KO dans la 2e reprise,, devenant à cette occasion champion IBO et Ring Magazine des super-légers.

### Retour en poids welters
Le 14 novembre 2009, il ravit la ceinture WBO des poids welters en stoppant au 12e round Miguel Angel Cotto,. Il défend cette ceinture le 13 mars 2010 en battant largement aux points (120-108, 119-109, 119-109) le boxeur ghanéen Joshua Clottey au Cowboys Stadium de Dallas devant 50 000 spectateurs, une première dans ce tout nouveau stade. Ce combat contre Clottey fait suite à l'annulation de celui prévu contre Floyd Mayweather Jr. en raison d'un conflit lié à des tests sanguins.

### Poids super-welters
Le 13 novembre 2010, Pacman entre une nouvelle fois dans l'histoire de la boxe en remportant le titre vacant de champion WBC des super-welters après sa victoire aux points contre Antonio Margarito de nouveau à Dallas.

### Nouveau retour en poids welters
Le 8 février 2011, Manny renonce à son titre WBC des super-welters afin de préparer son combat contre Shane Mosley le 7 mai à Las Vegas, ceinture WBO des poids welters en jeu. Le 7 mai 2011, il l'emporte aisément par décision unanime et conserve ainsi son titre mondial WBO avec sa 14e victoire consécutive. Pacquiao a envoyé Mosley au sol avec une combinaison droite-gauche au 3e round mais n'a cependant pas réussi le KO.
Le 12 novembre, il rencontre une 3e fois Juan Manuel Marquez à Las Vegas. Le combat, à nouveau très disputé, est remporté de justesse aux points par le Philippin au terme des 12 rounds.
Le 9 juin 2012, il cède son titre WBO des poids welters après s'être incliné aux points contre Timothy Bradley au terme d'un combat pourtant nettement dominé par le Philippin. Le 9 décembre suivant, Pacquiao rencontre une 4e fois Juan Manuel Marquez à Las Vegas. Cette fois-ci, le Philippin perd par un lourd K.-O à la 6e reprise.
Après quasiment un an d'absence, Pacman renoue avec la compétition le 23 novembre 2013 et domine nettement aux points Brandon Rios à Macao.
Le 12 avril 2014, il prend sa revanche sur Timothy Bradley à Las Vegas. Le philippin redevient ainsi champion WBO des poids welters en battant aux points l'américain, deux ans après sa défaite controversée contre le même adversaire. Le 23 novembre de la même année, il domine l'américain invaincu et champion du monde des poids super-légers, Chris Algieri. Bien que le combat ait été à son terme, Pacquiao a fait chuter son adversaire 6 fois et l'emporte avec une très grande avance de 16 à 18 points sur les cartes des juges,.

#### Pacquiao contre Mayweather
Le 20 février 2015 est annoncé, pour le 2 mai 2015, le combat contre Floyd Mayweather Jr. au MGM Grand Garden de Las Vegas. Ce combat entre deux des plus grands champions du XXIe siècle suscite une énorme attente, surnommé « le combat du siècle » par Mayweather lui-même, et de nombreux médias. Pacquiao est finalement déclaré perdant sur décision unanime des juges, Floyd Mayweather s'étant montré plus précis.

#### Pacquiao - Bradley III
Le 9 avril 2016, il dispute à Las Vegas un troisième combat contre le boxeur américain Timothy Bradley. Il s'impose à nouveau aux points après avoir fait subir deux knock downs à son adversaire aux 7e et 9e rounds.

### Fin de carrière
Manny Pacquiao affronte le 5 novembre 2016 l'américain Jessie Vargas à Las Vegas devenu quelques mois plus tôt champion WBO des poids welters. Il s'impose aux points après avoir fait concéder à son adversaire un knock down au second round et remporte ainsi pour la 3e fois ce titre WBO. Il s'incline en revanche dès le combat suivant contre Jeff Horn le 1er juillet 2017 après une décision unanime. Cette nouvelle défaite semble sonner comme la fin de carrière du philippin. Pourtant, le 15 juillet 2018, il bat par arrêt de l'arbitre au 7e round le puncheur argentin Lucas Matthysse puis l'ancien champion du monde Adrien Broner le samedi 19 janvier 2019, ce qui lui vaut d'obtenir une nouvelle chance mondiale. À 40 ans, il affronte Keith Thurman, champion WBA des poids welters, le 20 juillet 2019. Pacquiao surprend son adversaire en début de combat en l'envoyant à terre dès la fin du premier round. Le combat est ensuite équilibré mais c'est bien le Philippin qui 20 ans après son premier titre en poids mouches remporte le combat et par la même occasion la ceinture WBA. Il sera dépossédé de cette ceinture le 29 janvier 2021 pour ne pas l'avoir remise en jeu dans le délai imparti puis s'inclinera contre son successeur, le Cubain Yordenis Ugás, le 21 août 2021 aux points.

### Liste des combats professionnels de Manny Pacquiao
| N° | Date     | Adversaire              | Résultat  | Résultat    | Lieu                | Titre en jeu                                                                  |
| -- | -------- | ----------------------- | --------- | ----------- | ------------------- | ----------------------------------------------------------------------------- |
| 72 | 21/08/21 | Yordenis Ugás           | Défaite   | UD 12 (12)  | Las Vegas           | Combat pour le titre WBA des poids welters                                    |
| 71 | 20/07/19 | Keith Thurman           | Victoire  | UD 12 (12)  | Las Vegas           | Remporte le titre WBA des poids welters                                       |
| 70 | 19/01/19 | Adrien Broner           | Victoire  | UD 12 (12)  | Las Vegas           | Conserve le titre régulier WBA des poids welters                              |
| 69 | 15/07/18 | Lucas Matthysse         | Victoire  | TKO 7 (12)  | Kuala Lumpur        | Remporte le titre régulier WBA des poids welters                              |
| 68 | 01/07/17 | Jeff Horn               | Défaite   | UD 12 (12)  | Brisbane            | Perd le titre WBO des poids welters                                           |
| 67 | 05/11/16 | Jessie Vargas           | Victoire  | UD 12 (12)  | Las Vegas           | Remporte le titre WBO des poids welters                                       |
| 66 | 09/04/16 | Timothy Bradley         | Victoire  | UD 12 (12)  | Las Vegas           | Titre WBO International des poids welters                                     |
| 65 | 02/05/15 | Floyd Mayweather Jr.    | Défaite   | UD 12 (12)  | Las Vegas           | Perd le titre WBO des poids welters                                           |
| 64 | 22/11/14 | Chris Algieri           | Victoire  | UD 12 (12)  | Macao               | Titre WBO des poids welters en jeu                                            |
| 63 | 12/04/14 | Timothy Bradley         | Victoire  | UD 12 (12)  | Las Vegas           | Remporte le titre WBO des poids welters                                       |
| 62 | 24/11/13 | Brandon Rios            | Victoire  | UD 12 (12)  | Macao               | Titre vacant WBO International des poids welters                              |
| 61 | 08/12/12 | Juan Manuel Márquez     | Défaite   | KO 6 (12)   | Las Vegas           |                                                                               |
| 60 | 09/06/12 | Timothy Bradley         | Défaite   | SD 12 (12)  | Las Vegas           | Titre WBO des poids welters en jeu                                            |
| 59 | 12/11/11 | Juan Manuel Márquez     | Victoire  | MD 12 (12)  | Las Vegas           | Titre WBO des poids welters en jeu                                            |
| 58 | 07/05/11 | Shane Mosley            | Victoire  | UD 12 (12)  | Las Vegas           | Titre WBO des poids welters en jeu                                            |
| 57 | 13/11/10 | Antonio Margarito       | Victoire  | UD 12 (12)  | Dallas              | Remporte le titre WBC des super-welters                                       |
| 56 | 13/03/10 | Joshua Clottey          | Victoire  | UD 12 (12)  | Dallas              | Conserve le titre WBO des poids welters                                       |
| 55 | 14/11/09 | Miguel Angel Cotto      | Victoire  | TKO 12 (12) | Las Vegas           | Remporte le titre WBO des poids welters                                       |
| 54 | 02/05/09 | Ricky Hatton            | Victoire  | KO 2 (12)   | Las Vegas           | Remporte les titres IBO et Ring Magazine des super-légers                     |
| 53 | 06/12/08 | Oscar de la Hoya        | Victoire  | TKO 8 (12)  | Las Vegas           | Combat sans titre en jeu en poids welters                                     |
| 52 | 28/06/08 | David Diaz              | Victoire  | KO 9 (12)   | Las Vegas           | Remporte le titre WBC des poids légers                                        |
| 51 | 15/03/08 | Juan Manuel Márquez     | Victoire  | SD 12 (12)  | Las Vegas           | Remporte les titres WBC et Ring Magazine des super-plumes                     |
| 50 | 06/10/07 | Marco Antonio Barrera   | Victoire  | UD 12 (12)  | Las Vegas           | Conserve le titre WBC international des super-plumes                          |
| 49 | 14/04/07 | Jorge Solis             | Victoire  | KO 8 (12)   | San Antonio         | Conserve le titre WBC international des super-plumes                          |
| 48 | 18/11/06 | Érik Morales            | Victoire  | KO 3 (12)   | Las Vegas           | Conserve le titre WBC international des super-plumes                          |
| 47 | 07/07/06 | Óscar Larios            | Victoire  | UD 12 (12)  | Quezon City         | Conserve le titre WBC international des super-plumes                          |
| 46 | 21/01/06 | Érik Morales            | Victoire  | TKO 10 (12) | Las Vegas           | Conserve le titre WBC international des super-plumes                          |
| 45 | 10/09/05 | Héctor Velázquez        | Victoire  | TKO 6 (12)  | Los Angeles         | Remporte le titre WBC international des super-plumes                          |
| 44 | 19/03/05 | Érik Morales            | Défaite   | UD 12 (12)  | Las Vegas           | Combat pour le titre WBC international des super-plumes                       |
| 43 | 11/12/04 | Fahsan Por Thawatchai   | Victoire  | TKO 4 (12)  | Taguig              |                                                                               |
| 42 | 08/05/04 | Juan Manuel Márquez     | Match nul | 12 (12)     | Las Vegas           | Combat pour le titre WBA et IBF des poids plumes                              |
| 41 | 15/11/03 | Marco Antonio Barrera   | Victoire  | TKO 11 (12) | San Antonio         | Remporte le titre Ring Magazine des poids plumes                              |
| 40 | 26/07/03 | Emmanuel Lucero         | Victoire  | KO 3 (12)   | Los Angeles         | Conserve le titre IBF des poids super-coqs                                    |
| 39 | 15/03/03 | Serikzhan Yeshmangbetov | Victoire  | TKO 5 (10)  | Manille             |                                                                               |
| 38 | 26/10/02 | Fahbrakorb Rakkiatgym   | Victoire  | KO 1 (12)   | Davao               | Conserve le titre IBF des poids super-coqs                                    |
| 37 | 08/06/02 | Jorge Eliecer Julio     | Victoire  | TKO 2 (12)  | Memphis             | Conserve le titre IBF des poids super-coqs                                    |
| 36 | 10/11/01 | Agapito Sánchez         | Match nul | 6 (12)      | San Francisco       | Sánchez conserve son titre WBO et Pacquiao son titre IBF des poids super-coqs |
| 35 | 23/06/01 | Lehlohonolo Ledwaba     | Victoire  | TKO 6 (12)  | Las Vegas           | Remporte le titre IBF des poids super-coqs                                    |
| 34 | 28/04/01 | Wethya Sakmuangklang    | Victoire  | TKO 6 (12)  | Kidapawan           | Conserve le titre WBC international des poids super-coqs                      |
| 33 | 24/02/01 | Tetsutoru Senrima       | Victoire  | TKO 5 (12)  | Manille             | Conserve le titre WBC international des poids super-coqs                      |
| 32 | 14/10/00 | Nedal Hussein           | Victoire  | TKO 10 (12) | Antipolo            | Conserve le titre WBC international des poids super-coqs                      |
| 31 | 28/06/00 | Seung-Kon Chae          | Victoire  | TKO 1 (12)  | Quezon City         | Conserve le titre WBC international des poids super-coqs                      |
| 30 | 04/03/00 | Arnel Barotillo         | Victoire  | KO 4 (12)   | Manille             | Conserve le titre WBC international des poids super-coqs                      |
| 29 | 12/12/99 | Reynante Jamili         | Victoire  | KO 2 (12)   | Parañaque           | Remporte le titre WBC international des poids super-coqs                      |
| 28 | 17/09/99 | Medgoen Singsurat       | Défaite   | KO 3 (12)   | Nakhon Si Thammarat | Perd le titre WBC des poids mouches                                           |
| 27 | 24/04/99 | Gabriel Mira            | Victoire  | TKO 4 (12)  | Quezon City         | Conserve le titre WBC des poids mouches                                       |
| 26 | 20/02/99 | Todd Makelim            | Victoire  | TKO 3 (10)  | Kidapawan           |                                                                               |
| 25 | 24/12/98 | Chatchai Sasakul        | Victoire  | KO 8 (12)   | Phutthamonthon      | Remporte le titre WBC des poids mouches                                       |
| 24 | 18/05/98 | Shin Terao              | Victoire  | TKO 1 (10)  | Tokyo               |                                                                               |
| 23 | 06/12/97 | Panomdej Ohyuthanakorn  | Victoire  | KO 1 (12)   | Koronadal           | Conserve le titre de champion d'Asie OPBF des poids mouches                   |
| 22 | 13/09/97 | Melvin Magramo          | Victoire  | UD 10 (10)  | Cebu City           |                                                                               |
| 21 | 26/06/97 | Chokchai Chockvivat     | Victoire  | KO 5 (12)   | Mandaluyong         | Remporte le titre de champion d'Asie OPBF des poids mouches                   |
| 20 | 30/05/97 | Ariel Austria           | Victoire  | TKO 6 (10)  | Davao               |                                                                               |
| 19 | 24/04/97 | Wook-Ki Lee             | Victoire  | KO 1 (10)   | Makati              |                                                                               |
| 18 | 03/03/97 | Mike Luna               | Victoire  | KO 1 (10)   | Muntinlupa          |                                                                               |
| 17 | 28/12/96 | Sung-Yul Lee            | Victoire  | TKO 2 (10)  | Muntinlupa          |                                                                               |
| 16 | 27/07/96 | Ippo Gala               | Victoire  | TKO 2 (10)  | Mandaluyong         |                                                                               |
| 15 | 15/06/96 | Bert Batiller           | Victoire  | TKO 4 (10)  | Mandaluyong         |                                                                               |
| 14 | 05/05/96 | John Medina             | Victoire  | TKO 4 (10)  | Manille             |                                                                               |
| 13 | 27/04/96 | Marlon Carillo          | Victoire  | UD 10 (10)  | Manille             |                                                                               |
| 12 | 09/02/96 | Rustico Torrecampo      | Défaite   | KO 3 (10)   | Mandaluyong         |                                                                               |
| 11 | 13/01/96 | Lito Torrejos           | Victoire  | UD 5 (10)   | Parañaque           |                                                                               |
| 10 | 09/12/95 | Rolando Toyogon         | Victoire  | UD 10 (10)  | Manille             |                                                                               |
| 9  | 11/11/95 | Rudolfo Fernandez       | Victoire  | TKO 3 (8)   | Mandaluyong         |                                                                               |
| 8  | 21/10/95 | Renato Mendones         | Victoire  | TKO 2 (8)   | Puerto Princesa     |                                                                               |
| 7  | 7/10/95  | Lolito Laroa            | Victoire  | UD 8 (8)    | Makati              |                                                                               |
| 6  | 16/09/95 | Armando Rocil           | Victoire  | KO 3 (8)    | Mandaluyong         |                                                                               |
| 5  | 03/08/95 | Acasio Simbajon         | Victoire  | UD 6 (6)    | Mandaluyong         |                                                                               |
| 4  | 01/07/95 | Dele Decierto           | Victoire  | TKO 2 (6)   | Mandaluyong         |                                                                               |
| 3  | 01/05/95 | Rocky Palma             | Victoire  | UD 6 (6)    | Cavite              |                                                                               |
| 2  | 18/03/95 | Pinoy Montejo           | Victoire  | UD 4 (4)    | Mindoro Occidental  |                                                                               |
| 1  | 22/01/95 | Edmund Enting Ignacio   | Victoire  | UD 4 (4)    | Mindoro Occidental  |                                                                               |

## Carrière politique
Il se présente en 2007 aux élections du Congrès dans la province de Cotabato-Sud mais est « nettement battu par une femme d’affaires locale, héritière d’une puissante et riche famille des Philippines ». À nouveau candidat aux élections législatives en 2010, cette fois-ci dans la province de Sarangani, il s'allie avec les Dominguez, une famille appartenant à l’oligarchie locale, et remporte les élections.
Au niveau national, il soutient la controversée Gloria Arroyo, dont la présidence (2001-2010) a été émaillée de scandales de corruption. Il soutient ensuite l'homme d'affaires Manny Villar lors de l’élection présidentielle de 2010.
Il est réélu à la Chambre des représentants des Philippines comme député de Sarangani en 2013 ; sa femme Jinkee y est d'ailleurs élue vice-gouverneure la même année. Il lui est reproché de peu siéger au Parlement.
Il est ensuite élu au Sénat des Philippines en 2016 et se présente à l'élection présidentielle philippine de 2022 pour une faction du PDP-Laban opposée au président Rodrigo Duterte.
Il a fondé le Mouvement des champions du peuple (PCM), un parti dont le nom est une auto-référence, et qui se considère comme démocrate chrétien, conservateur et de droite. Le parti est présidé par son épouse, Jinkee Pacquiao. Manny Pacquiao est un fervent adepte de l'évangélisme. Il est également profondément conservateur sur le plan social et libéral sur les questions économiques. Il s'oppose au mariage homosexuel, souhaite un rapprochement avec les États-Unis, le rétablissement de la peine de mort et soutient la guerre contre la drogue menée par le gouvernement de Rodrigo Duterte. Il lui a été reproché des propos homophobes.

## Palmarès et distinctions
- Champion du monde WBC poids mouches du 4 décembre 1998 au 17 septembre 1999. Une défense victorieuse suivie d'une défaite face au Thaïlandais Medgoen Singsurat.
- Champion du monde IBF poids super-coqs du 23 juin 2001 au 26 juillet 2003. Quatre défenses victorieuses, puis titre laissé vacant.
- Champion du monde WBC poids super-plumes le 15 mars 2008 face au Mexicain Juan Manuel Márquez[28].
- Champion du monde WBC poids légers depuis le 28 juin 2008 aux dépens de l'américain David Diaz[29].
- Champion du monde WBO poids welters le 14 novembre 2009 face à Miguel Angel Cotto.
- Champion du monde WBC poids super welters le 13 novembre 2010 face à Antonio Margarito.
- Boxeur de l'année Ring Magazine en 2006, 2008 et 2009.
- Boxeur de la décennie Ring Magazine 2000-2009.
- Champion Ring Magazine : plumes (2007), super-plumes (2008), super-légers (2009).
- Champion IBO en super-légers (2009).

## Décorations
- Pinuno de la Légion d'honneur Philippine